# Adrian Matei (fotbalist)
Adrian Matei (n. 29 februarie 1968, București, România) este un fost fundaș și antrenor român de fotbal.

## Activitate
- Rapid București (1986-1989)
- Dinamo București (1989-1994)
- Sportul Studentesc (1994)
- Rapid București (1994-1996)
- Steaua București (1996-1999)
- FC Național București (1999-2002)